# Schloss Nimritz
Koordinaten: 50° 42′ 1,6″ N, 11° 39′ 6,5″ O

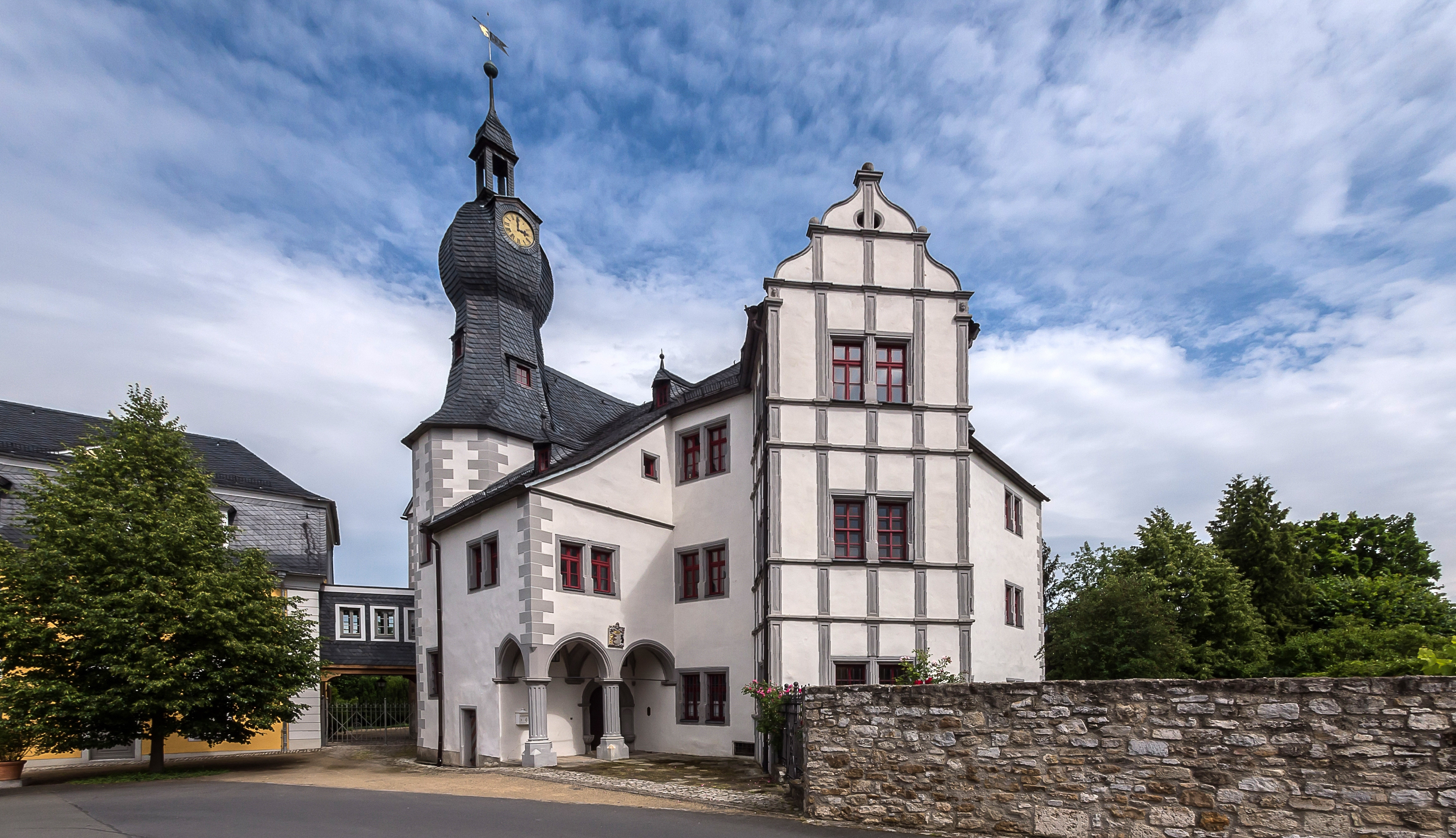
Schloss Nimritz

Schloss Nimritz ist ein historisches Gebäude in Nimritz im Thüringer Saale-Orla-Kreis.

## Geschichte
Das Schloss wurde erstmals 1074 urkundlich genannt. Zuerst war das Gebäude eine Wasserburg mit rechteckigem Grundriss und einem Eingang auf der Gebäudesüdseite. Der Wassergraben existierte bis 1870; ein Bach ist noch heute vorhanden.
Das Adelsgeschlecht von Etzdorff baute das Gebäude zwischen 1565 und 1569 zum Renaissanceschloss um. Zu jener Zeit entstand der nördliche Treppenturm und der Nordwesterker. Die Familie von Bünau kaufte circa 1600 das Schloss und nahm Umbaumaßnahmen vor. 1773 erwarben die von Beust das Gebäude. Der letzte Eigner der Familie war bis 1945 Major Joachim von Beust.
Im Zweiten Weltkrieg gab es keine Zerstörungen. Dennoch wurde 1946 einen Teil des Gebäudes abgebrochen. Im Herbst 1947 erließ die damalige sowjetische Besatzungsmacht den SMAD-Befehl Nr. 209 zum Abbruch von Adelssitzen, dessen Konsequenzen das Schloss entgehen konnte. Das Schloss ist heute im Privatbesitz und kann nicht besichtigt werden. Für die Sanierung des Gebäudes wurde 2006 der Thüringer Denkmalschutzpreis vergeben.